# 218. Infanterie-Division (Wehrmacht)
La 218. Infanterie-Division fu una divisione dell'esercito tedesco attiva durante la seconda guerra mondiale, che venne creata nel 1939 e fu impiegata nella campagna di Polonia, nella campagna di Francia e sul fronte orientale, dove fu fatta prigioniera nel 1945.

## Storia

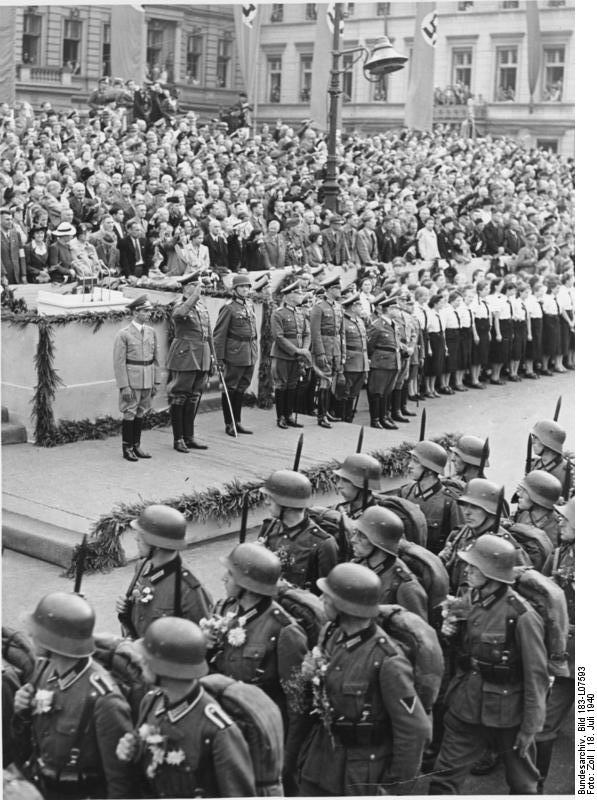
Soldati della 218. Infanterie-Division in parata davanti a Joseph Goebbels e al generale Friedrich Fromm dopo la campagna di Francia.

### Formazione e campagna di Polonia
La 218. Infanterie-Division venne istituita il 26 agosto 1939 della Landwehr di Berlino. Dopo il completamento della sua formazione, venne spostata nella riserva della 4. Armee e venne impiegata nella campagna di Polonia, marciando dietro il fronte verso Toruń, dove, finita la campagna, rimase come forza di occupazione.

### Campagna di Francia
Nel maggio 1940 la divisione venne trasferita sul fronte occidentale, dove venne schierata sull'Alto Reno come riserva della 7. Armee. Durante la campagna di Francia attraversò il Reno a metà giugno 1940, per poi combattere in Alsazia a nord di Colmar. Dopo la fine della campagna rimase nella zona tra Colmar e Géradmer. Dall'agosto 1940 al febbraio 1941 la divisione fu mandata in congedo, dopo il quale venne trasferita in Danimarca come forza di occupazione.

### Fronte orientale

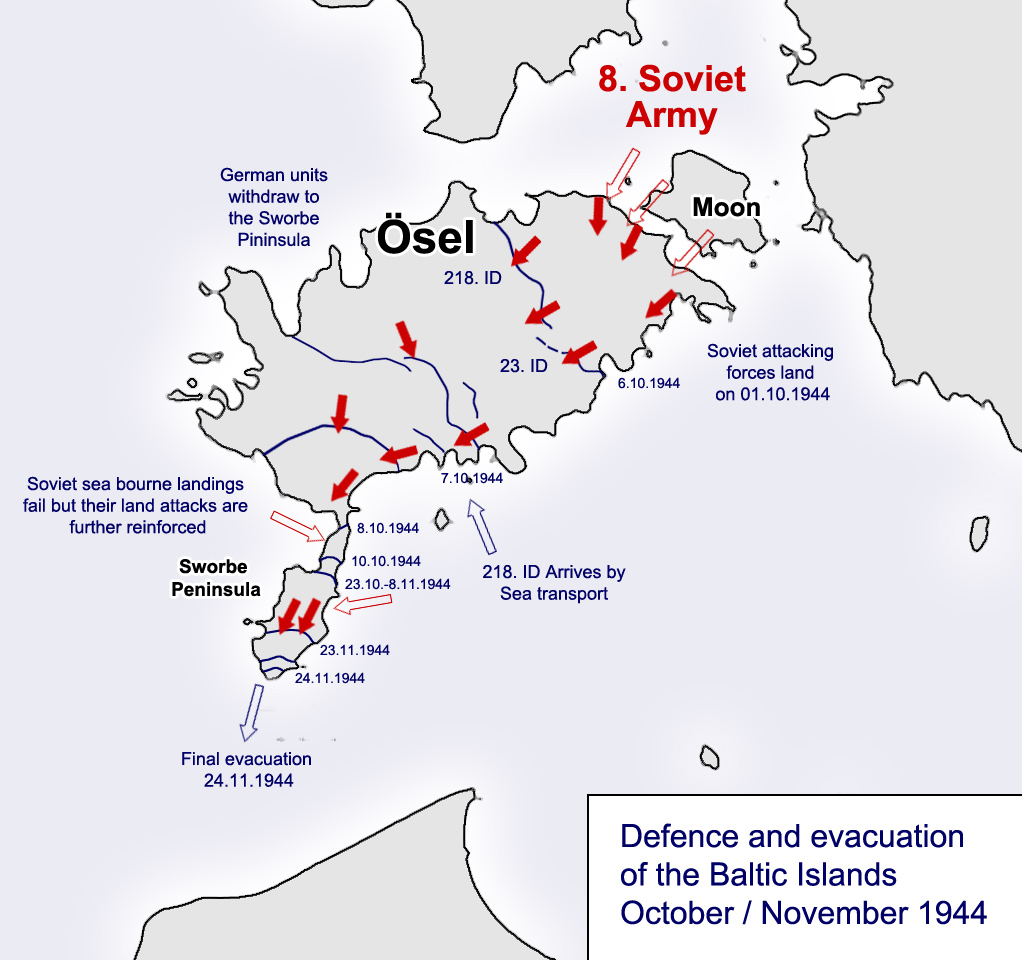
Assalto sovietico all'isola di Saaremaa (Ösel in tedesco) nell'ottobre/novembre 1944

Nel gennaio 1942 la divisione venne trasferita sul fronte orientale in Russia, dove venne divisa in gruppi di combattimento e schierata nella zona di Cholm, dove rimase fino alla fine del 1943, quando dovette ritirarsi attraverso la Velikaya nella zona a nord di Opochka. Un ulteriore ritirata portò la divisione in Livonia e sul Mar Baltico, passando per Riga, fino in Curlandia, da dove si ritirò sull'isola di Saaremaa e fu coinvolta in pesanti battaglie difensive ad ottobre. Quando le isole baltiche furono evacuate all'inizio di novembre del 1944, la divisione era composta solo da un gruppo di combattimento e successivamente si ritirò ulteriormente in Curlandia, dove fu inglobata nella sacca di Curlandia ed alla fine della guerra si arrese nella zona a sud-ovest di Tukums.

## Ordine di battaglia
218. Infanterie-Division 1939
- Infanterie-Regiment 323
- Infanterie-Regiment 386
- Infanterie-Regiment 397
- Artillerie-Regiment 218
- Pionier-Bataillon 218
- Feldersatz-Bataillon 218
- Panzerabwehr-Anteilung 218
- Aufklärungs-Abteilung 218
- Infanterie-Divisions-Nachrichten-Abteilung 218
- Infanterie-Divisions-Nachschubführer 218

218. Infanterie-Division ottobre 1943
- Grenadier-Regiment 323
- Grenadier-Regiment 386
- Grenadier-Regiment 397
- Artillerie-Regiment 218
- Pionier-Bataillon 218
- Feldersatz-Bataillon 218
- Panzerjäger-Anteilung 218
- Füsilier-Abteilung 218
- Infanterie-Divisions-Nachrichten-Abteilung 218
- Kommandeur der Infanterie-Divisions-Nachschubtruppen 218

## Decorazioni
Alcuni soldati della 218. Infanterie-division furono premiati per le loro azioni in guerra:
- Croce Tedesca
  - in oro: 9
  - in argento: 1
- Croce di Cavaliere della croce di ferro: 11[3]

## Comandanti
- Generalleutnant Woldemar Freiherr Grote (26 agosto 1939 - 1º gennaio 1942)
- Generalleutnant Horst Freiherr von Uckermann (1º gennaio 1942 - 20 marzo 1942)
- Generalleutnant Viktor Lang (20 marzo 1942 - 25 dicembre 1944)
- Generalmajor Ingo von Collani (25 dicembre 1944 - 1º maggio 1945)
- Generalleutnant Werner Ranck (1º maggio 1945 - maggio 1945)[1]